# IC 2391
IC 2391, également nommé amas d'Omicron Velorum et Caldwell 85, est un amas ouvert dans la constellation des Voiles. Il se trouve à environ 152 pc (∼496 al) de nous, d'après la mesure de la parallaxe de ses membres.
Il s'agit d'un amas ouvert bien réparti, semblable aux Pléiades, possédant une trentaine d'étoiles principales. Au total, 325 membres ont été identifiés avec Gaia DR2. Il est visible à l’œil nu avec une magnitude apparente de 2,5, s'étendant sur près de 50 minutes d'arc. Il inclut les étoiles visibles à l’œil nu suivantes :
- Omicron Velorum ;
- HY Velorum (HD 74560) ;
- NZ Velorum (HD 74146) ;
- HW Velorum (HD 74071) ;
- HD 74196 ;
- KT Velorum (HD 74535) ;
- HD 75466  ;
- HD 73952.

IC 2391 semble avoir le même âge que l'amas ouvert IC 2602 et il possède un âge déterminé par la méthode de la limite de déplétion du lithium d'environ 50 millions d'années. IC 2391 a été relié à l'association d'Argus, qui est un groupe mouvant d'étoiles partageant un mouvement propre et une origine commune. Les membres présumés de ce groupe incluent Denebola, Epsilon Pavonis, 49 Ceti, HD 61005, et HD 88955.